# Marathon van Bonn 2006
De marathon van Bonn 2006 vond plaats op zondag 2 april 2006 in Bonn.

## Uitslagen

### Mannen
| rang   | naam           | land      | tijd    |
| ------ | -------------- | --------- | ------- |
| Goud   | John Kirui     | Kenia     | 2:13.42 |
| Zilver | Evans Ogaro    | Kenia     | 2:15.28 |
| Brons  | Peter Chemei   | Kenia     | 2:17.00 |
| 4      | Julius Mutai   | Kenia     | 2:17.27 |
| 5      | Jonah Kemboi   | Kenia     | 2:19.42 |
| 6      | Rik Ceulemans  | België    | 2:20.03 |
| 7      | Ernest Kibor   | Kenia     | 2:22.05 |
| 8      | Erikson Kimase | Kenia     | 2:26.18 |
| 9      | Marco Diehl    | Duitsland | 2:32.24 |
| 10     | Tobias Severin | Duitsland | 2:35.35 |

### Vrouwen
| rang   | naam               | land      | tijd    |
| ------ | ------------------ | --------- | ------- |
| Goud   | Valentina Delion   | Moldavië  | 2:40.42 |
| Zilver | Svenja Jütte       | Duitsland | 3:01.26 |
| Brons  | Daniela Crivac     | Roemenië  | 3:02.14 |
| 4      | Nicole Bornhuetter | Duitsland | 3:06.28 |
| 5      | Carmen Otto        | Duitsland | 3:10.10 |

2002 ·
2003 ·
2004 ·
2005 ·
2006 ·
2007 ·
2008 ·
2009 ·
2010 ·
2011 · 
2012 · 
2013 · 
2014 · 
2015 · 
2016 · 
2017